# Зонненхольцнер, Отто
Отто Рамон Зонненхольцнер Спер (исп. Otto Ramón Sonnenholzner Sper; род. 19 марта 1983, Гуаякиль, Эквадор) — эквадорский политический и государственный деятель, вице-президент Эквадора (2018–2020). Кандидат в президенты Эквадора на выборах в 2023 году.

## Биография

### Ранние годы
Отто родился в Гуаякиле 19 марта 1983 года в семье Рамона Зонненхольцнера и Розы Елены Спер. Изучив социальные науки, коммуникации и международную экономику в Эквадоре, Германии и Испании, он стал спикером и генеральным директором радио «Тропикана», а затем президентом Эквадорской ассоциации радиовещания (AER). Преподавал в Университете Гуаякиля.

### Вице-президент
После отставки Марии Алехандры Викуньи в декабре 2018 года по предложению президента Ленина Морено Национальное собрание Эквадора доверило ему должность вице-президента.
7 июля 2020 года Отто ушёл с поста вице-президента Эквадора из-за вспышки пандемии коронавируса в 2019-2020 годах в Гуаякиле. Он покинул должность в разгар нескольких коррупционных скандалов, затронувших администрацию Морено.

### Дальнейшая политическая карьера
Он подписал Мадридскую хартию, документ, разработанный ультраправой испанской партией «Голос», в котором коммунистические группы описываются как враги Иберо-Америки, вовлечённые в «преступный проект», находящиеся «под эгидой кубинского режима».
В период с 2022 по 2023 год он переехал в США, где получил степень магистра государственного управления в Гарвардском университете. После политического кризиса 2023 года Зонненхольцнер был выдвинут на пост президента Эквадора на выборах 2023 года коалицией под названием Actuemos, состоящей из партий «Аванса» и «Единое общество плюс действие».

## Личная жизнь
У него трое детей от жены Клаудии Салем Баракат.